# 꼰대인턴
《꼰대인턴》은 2020년 5월 20일부터 2020년 7월 1일까지 방송된 MBC 수목 미니시리즈이다.

## 기획의도
최악의 꼰대 부장을 부하직원으로 맞게 된 남자의 통쾌한 갑을 체인지 복수극이자 시니어 인턴의 잔혹 일터 사수기를 그린 코믹 오피스물.

## 제작진

### 연출
- 남성우 : MBC 수목 드라마 《역도요정 김복주》(공동연출), tvN 월화 드라마 《이번 생은 처음이라》(공동연출), tvN 월화 드라마 《백일의 낭군님》(공동연출), tvN 《킬잇》(연출) 등 연출

### 극본
- 신소라

## 등장 인물

### 주요 인물
- 박해진 : 가열찬 역 - 35세, ‘준수식품’ 마케팅영업본부 마케팅영업팀 팀장
- 김응수 : 이만식 역 - 61세, ‘준수식품’ 마케팅영업본부 마케팅영업팀 시니어인턴
- 한지은 : 이태리 역 - 28세, ‘준수식품’ 마케팅영업본부 마케팅영업팀 인턴사원
- 박기웅 : 남궁준수 역 - 33세, ‘준수식품’ 대표이사

### 마케팅 영업팀
- 노종현 : 주윤수 역 - 29세, 마케팅영업팀 인턴사원
- 박아인 : 탁정은 역 - 33세, 마케팅영업팀 사원
- 고건한 : 오동근 역 - 36세, 마케팅영업팀 대리
- 홍승범 : 김승진 역 - 29세, 마케팅영업팀 사원

### 준수식품 임원
- 김선영 : 구자숙 역 - 50세, ‘준수식품’ 전무이사
- 손종학 : 안상종 역 - 61세, ‘준수식품’ 마케팅영업본부 본부장
- 고인범 : 남궁표 역 - 77세, ‘준수그룹’ 총수. 일명 왕회장

### 시니어 인턴
- 김기천 : 엄한길 역 - 62세, ‘준수식품’ 보안팀 시니어 인턴
- 문숙 : 옥경이 역 - 72세, ‘준수식품’ 사장비서실 시니어 인턴

### 만식의 가족
- 정경순 : 고선녀 역 - 57세. 만식의 아내. 평생 회사밖에 몰랐던 만식에게 한이 서려 있지만, 챙길 건 다 챙기는 내조의 여왕
- 김건 : 만세 역 - 만식의 아들

### 열찬의 가족
- 전국향 : 열찬 모 역 - 63세. 일찍 세상을 떠난 열찬 아빠 대신 열찬을 지켜준 강인한 버팀목이다.
- 권은성 : 보람 역 - 열찬의 조카

### 그 외 인물
- 유순철 : 박막둥 역
- 이현걸
- 한태일
- 옥주리
- 이윤상 : 의사 역
- 서광재
- 성찬호 : 면접관 역
- 나석민

### 특별출연
- 정영주 : 은혜수 역 - 유명배우
- 조한철 : 불닭집 사장 역
- 이민지 : 김미진 역 - 옹골 재직 시절 이만식 부장의 전 부하 직원
- 장성규 : 박범준 역 - 핵불닭면에 바퀴벌레가 나왔다고 언론에 고발. 이태리의 전 남친
- 정성호 : 정사부 역 - 해충 구제 업체 '바퀴콩'의 대표로, 바퀴벌레 부검 신이 압권
- 박영탁 : 차형석 과장 역 - 열찬의 대기 발령 때 임시로 발령 받은 과장
- 김미려 : 맨지도 할매라면 할머니 역
- 한현민 : 어부 역
- 이재형 : 어부 역
- 안석환 : 천석호 회장 역 - 준수 식품 2대 주주 'SCI 사모 펀드' 대표
- 김현목 : 박철민 역 - 1화 지하철 신에서 이만식이 억지로 자리 양보를 강요하자 마지못해 자리를 내어주는데, 곧 쓰러져서 실려가는 악성 빈혈 환자
- 문세윤 : 프렌즈이벤트의 사장 역 - 준라면 55주년 기념 이벤트를 담당 . 구자숙과 관련이 있는 것으로 드러난다
- 이진호 : 깡패 조직의 보스 역 - 구자숙의 사주를 받음
- 이용진 : 깡패 1 역 - 구자숙의 사주를 받음
- 최무성 : 팽호준 사장 역 - 구자숙의 내연남

## OST
※ OST 참여 가수는 내일은 미스터트롯에 참여한 참가자가 다수 있다.
- 영탁 - 꼰대라떼
- 이찬원 - 시절인연
- 김희재 - 오르막길
- 이수영 - 찬란하게 빛날거예요
- 장민호 - 대박 날테다
- 정동원 - 친구야

## 시청률
최저 시청률과 최고 시청률은 시청률 조사회사와 지역별로 시청률에 차이가 있을 수 있습니다.
| 2020년      | 2020년      | 2020년         | 2020년         | 2020년       |
| 회차        | 방송일      | TNmS 시청률    | AGB 시청률     | AGB 시청률   |
| 회차        | 방송일      | 대한민국(전국) | 대한민국(전국) | 서울(수도권) |
| ----------- | ----------- | -------------- | -------------- | ------------ |
| 제1회       | 5월 20일    | 4.9%           | 4.4%           | 4.9%         |
| 제2회       | 5월 20일    | 6.9%           | 6.5%           | 7.2%         |
| 제3회       | 5월 21일    | -              | 3.5%           | -            |
| 제4회       | 5월 21일    | -              | 4.7%           | 4.6%         |
| 제5회       | 5월 27일    | -              | 4.2%           | 4.5%         |
| 제6회       | 5월 27일    | 7.1%           | 6.4%           | 7.0%         |
| 제7회       | 5월 28일    | -              | 3.7%           | 3.7%         |
| 제8회       | 5월 28일    | 4.4%           | 4.9%           | 4.9%         |
| 제9회       | 6월 3일     | 5.1%           | 4.9%           | 5.4%         |
| 제10회      | 6월 3일     | 6.5%           | 5.1%           | 7.1%         |
| 제11회      | 6월 4일     | -              | 4.8%           | 5.5%         |
| 제12회      | 6월 4일     | 6.5%           | 6.3%           | 6.9%         |
| 제13회      | 6월 10일    | -              | 5.6%           | 6.4%         |
| 제14회      | 6월 10일    | 5.5%           | 7.1%           | 8.2%         |
| 제15회      | 6월 11일    | -              | 4.4%           | 4.8%         |
| 제16회      | 6월 11일    | 5.9%           | 5.8%           | 6.0%         |
| 제17회      | 6월 17일    | -              | 4.1%           | -            |
| 제18회      | 6월 17일    | 5.1%           | 5.5%           | 6.1%         |
| 제19회      | 6월 18일    | -              | 5.1%           | 5.8%         |
| 제20회      | 6월 18일    | 5.5%           | 6.1%           | 6.8%         |
| 제21회      | 6월 24일    | -              | 4.8%           | -            |
| 제22회      | 6월 24일    | 6.8%           | 6.6%           | 5.5%         |
| 제23회      | 7월 1일     | %              | 4,9%           | 5.3%         |
| 제24회      | 7월 1일     | %              | 6.2%           | 6.8%         |
| 평균 시청률 | 평균 시청률 | %              | %              | %            |

## 결방 사유 및 편성 변경
- 2020년 6월 25일 : 6.25 전쟁 70주년 추념식 방송으로 인해 결방.
- 2020년 6월 27일 : 토요일 오후 9시 스페셜 방송
- 2020년 7월 1일 : 마지막회 방송 90분 방송

## 수상 목록
- 2020년 MBC 연기대상 시청자가 뽑은 올해의 드라마
- 2020년 MBC 연기대상 수목미니시리즈 부문 남자 최우수 연기상 (김응수)
- 2020년 MBC 연기대상 수목미니시리즈 부문 여자 조연상 (김선영)
- 2020년 MBC 연기대상 대상 (박해진)

## 참고 사항
- 본 드라마는 픽션이며, 실제와 관련 없음을 밝힌다.
- 본 화면은 레터박스로 구성되었다.
- 방영 이후 프렌차이즈 카페 ‘탐앤탐스’와 협업하여

‘꼰대라떼’를 출시하였다.

## 동시간대 경쟁 드라마
- JTBC 수목 드라마

《쌍갑포차》 (2020년 5월 20일 ~ 2020년 6월 25일)
- KBS 수목 드라마

《영혼수선공》 (2020년 5월 6일 ~ 2020년 6월 25일)

## 같이 보기
- 대한민국의 텔레비전 드라마 목록 (ㄱ)
- 2020년 대한민국의 텔레비전 드라마 목록